# Hüttnersee
Der Hüttnersee (Schreibung in der Landeskarte 1:25'000 Blatt 1132 ab Ausgabe 2016) auch Hüttner See (amtliche Vermessung) (schweizerdt. «De Hüttnersee» oder «Hüttnerseeli») ist ein kleiner See in der Ortschaft Hütten der Gemeinde Wädenswil im Kanton Zürich. Das Nord- und Ostufer mit der Badeanlage gehört zur Ortschaft Samstagern in der Gemeinde Richterswil. Der See hat ein Volumen von 1.045 Mio. m³, ein Einzugsgebiet von 2,4 km² und liegt nahe dem Itlimoosweiher (Gemeinde Wollerau, Kanton Schwyz) sowie dem Stauweiher Sternenweiher (Gemeinde Richterswil).
Durch die Landwirtschaft in der Seeumgebung ist das Wasser überdüngt. Der See wird deshalb seit Dezember 1983 künstlich belüftet.
Gemäss der ältesten urkundlichen Erwähnung vom 6. August 1520 wurde der Hüttnersee als «Bibetsee» bezeichnet. Er soll damals sehr reich an Fischen und Krebsen gewesen sein. Mitte des 18. Jahrhunderts wurde dieser ursprüngliche Name allmählich verdrängt.

## Schreibweise

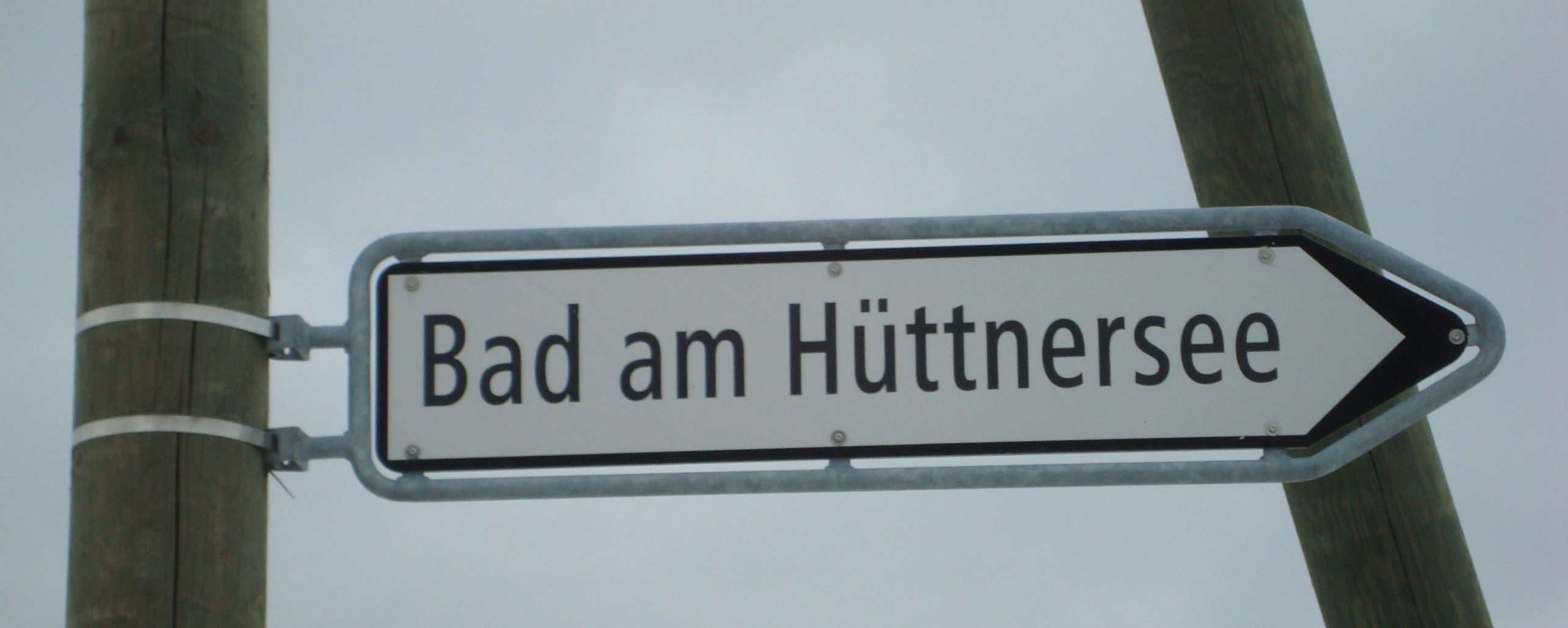
Wegweiser in Samstagern zum Bad am Hüttnersee

In der Vergangenheit existierten bis heute verschiedene Schreibweisen für diesen Lokalnamen.

Im Buch «200 Schweizer Bilder», gezeichnet und 1890 herausgegeben von Emil Lauterburg, wird der See bei Hütten als «Hüttensee» bezeichnet

| Siegfriedkarte                       | bis 1953 | Hüttnersee    |
| Landeskarte                          | ab 1954  | Hüttner Seeli |
| Landeskarte                          | ab 2002  | Hüttnerseeli  |
| Landeskarte                          | ab 2016  | Hüttnersee    |
| Amtliche Vermessung                  | 2015     | Hüttner See   |
| Kantonaler Übersichtsplan            | 2015     | Hüttner See   |
| Topografisches Landschaftsmodell TLM | 2015     | Hüttnersee    |
| OpenStreetMap                        | 2015     | Hüttnersee    |
| Google Maps                          | 2015     | Hüttnersee    |
| Ehemalige Homepage Gemeinde Hütten   | 2015     | Hüttnersee    |